# Eliseu, o Armênio
Eliseu (em latim: Elisaeus; em grego: Ἐλισσαῖος; romaniz.: Elissaios) ou Elixe (em armênio/arménio:  Եղիշե, transl. Ełišē, 410-475) foi um historiador armênio da época da antiguidade tardia, mais conhecido como o autor de História de Vardanes e da Guerra Armênia, uma história da revolta armênia liderada por Vardanes II Mamicônio (450–451) contra a supressão do cristianismo sob o domínio iraniano sassânida.